# 梁進
梁進（1977年12月25日—），又名Aken，已婚，畢業於美國藝術大學（The University of the Arts），11歲移居美國，在美國居住了10年，2001年回流香港發展，2011年再度移居紐約流浪，其作品已於2010年7月7日停止在《am730》連載。因為yahoo! blog暫停服務，所以阿呢漫畫於2013年12月26日告別yahoo blog，現在在免費報紙《晴報》中連載，並在2013年12月9日開始逢星期一在Yahoo! Style連載。現時是一位漫畫家、插畫家兼散文家，其作品風趣幽默，貼近時事，受大眾歡迎，其出版社為青春文化。

## 漫畫

### 出版漫畫
|    | 書籍名稱             | 出版         | 出版日期       |
| -- | -------------------- | ------------ | -------------- |
| 1  | 哈碌小兔             | 自資出版     | 2004年         |
| 2  | 夏威夷機械人阿啦     | 茶杯出版     | 2005年         |
| 3  | 豬仔錢罌             | 海濱圖書出版 | 2006年         |
| 4  | 魚肉燒賣             | 海濱圖書出版 | 2006年         |
| 5  | 阿呢                 | 海濱圖書出版 | 2006年         |
| 6  | 阿呢茶餐廳           | 海濱圖書出版 | 2007年         |
| 7  | 阿呢亡命小巴         | 青春文化     | 2007年12月     |
| 8  | 阿呢車仔麵           | 青春文化     | 2008年5月      |
| 9  | 阿呢酥炸蟹鉗         | 青春文化     | 2008年8月      |
| 10 | 阿呢夏天都要打邊爐   | 青春文化     | 2009年1月      |
| 11 | 阿呢除帽剪頭髮       | 青春文化     | 2009年7月      |
| 12 | 阿呢有個甜品胃       | 青春文化     | 2009年12月     |
| 13 | 阿呢遇上公主病女生   | 青春文化     | 2010年7月      |
| 14 | 打份工啫!            | 青春文化     | 2010年7月      |
| 15 | 阿呢豬迪「八折的」   | 青春文化     | 2010年12月     |
| 16 | 阿呢麥呢呢           | 青春文化     | 2011年7月      |
| 17 | 散散文               | 青春文化     | 2011年7月      |
| 18 | 散散文2——食玩紐約    | 青春文化     | 2011年12月     |
| 19 | 阿呢外賣仔           | 青春文化     | 2012年3月      |
| 20 | 阿呢午餐肉           | 青春文化     | 2012年7月      |
| 21 | 打份工啫（金飯碗版） | 青春文化     | 2012年11月     |
| 22 | 阿呢 戀愛大布甸      | 青春文化     | 2013年1月      |
| 23 | 阿呢 過大海          | 青春文化     | 2013年7月      |
| 24 | 阿呢 陰功豬          | 青春文化     | 2014年2月      |
| 25 | 阿呢叻叻豬           | 青春文化     | 2014年7月      |
| 26 | 呢Sir戀愛好多事      | 青春文化     | 2014年7月      |
| 27 | 撒嬌阿呢最攞命       | 一丁文化     | 2015年3月28日  |
| 28 | 打份工呢             | 一丁文化     | 2015年7月15日  |
| 29 | 結婚要去夏威夷       | 一丁文化     | 2015年12月10日 |
| 30 | 豬仔四格             | 一丁文化     | 2016年         |
| 31 | 阿呢小鮮肉           | 一丁文化     | 2016年         |
| 32 | 帶着公主病去旅行     | 一丁文化     | 2016年         |
| 33 | 帶着公主病去首爾     | 一丁文化     | 2017年         |
| 34 | 阿呢棟篤笑           | 一丁文化     | 2018年7月      |

## 連載漫畫
- Quaka（Cool@雜誌連載，2003-2004）
- 哈碌小兔（星島日報連載。2003-2004）
- 哈碌小兔（Character雜誌連載。2004）
- 梁進進（成報連載，2004）
- 血腥森林（3G網絡連載，2004-2005）
- 阿啦（3G網絡連載，2004-2005）
- 豬仔錢罌（Monday雜誌連載，2005）
- 燒賣（UniOffice雜誌連載，2005-2006）
- 阿呢（am730日報連載，2005-2010 [3])
- 豬迪四格(Take me Home生活區報連載，2010-2011)
- 阿呢 (晴報連載，2011-2014年7月31日)
- 阿呢 (Yahoo Style連載，2013年12月9日-)

## 梁進筆下的漫畫角色
| 角色名稱 | 出現書籍                                              | 戲份                     |
| -------- | ----------------------------------------------------- | ------------------------ |
| 阿呢     | 所有                                                  | 主角                     |
| 阿貓     | 所有                                                  | 大配角                   |
| 公主病   | 阿呢遇上公主病女生 阿呢戀愛大布甸                     | 主角(與阿呢)             |
| 公主病   | 其他(除了上述漫畫之外/由"阿呢遇上公主病女生"開始所有) | 配角                     |
| 豬仔     | 豬仔錢罌 阿呢豬迪「八折的」                           | 主角/ (更換衣著後的)豬迪 |
| 豬仔     | 其他(除了上述漫畫之外所有)                            | 配角                     |
| 燒賣     | 魚肉燒賣                                              | 主角                     |
| 燒賣     | 其他(除了上述漫畫之外所有)                            | 配角                     |
| 阿明     | 打份工啫! 打份工啫!（金飯碗版）                       | 主角                     |

## 曾獲獎項
- 美國銀鑰匙美術獎 (1995, 1996)
- 美國金鑰匙美術獎 (1996, 1997)
- 美國Penn State海報 設計比賽冠軍
- 東Touch雜誌漫畫比賽優異獎
- riday雜誌 X Now.com.hk設計比賽優異獎
- 美心MW繪畫比賽亞軍
- Cool@雜誌四格漫畫比賽冠軍
- 教育城十本好讀

## 大事記
- 2001年：回流香港
- 2004年：首度出書-自資出版《哈碌小兔》
- 2005年：免費報紙《am730》首度連載阿呢漫畫[4]
- 2009年：阿呢漫畫連載第一千集
- 2011年：移居紐約流浪
- 2014年:在夏威夷與結識多年的友人註册結婚[5]
- 2014年：阿呢漫畫連載第二千集(根據連載日數推算)
- 2015年：梁進配偶友人開了一個Facebook粉絲專頁，並且以筆名「綠寶」作為發帖名稱，其專業名稱「綠寶紐約生活閒誌」，由梁進繪畫插圖[6]